# 投稿!特ホウ王国
『投稿!特ホウ王国』（とうこう とくホウおうこく）は、1994年5月1日から1996年12月15日まで日本テレビ系列局で放送されていた日本テレビ制作のバラエティ番組である。その後も1997年1月12日から同年9月21日まで『1億3000万人の投稿!特ホウ王国2』（いちおくさんぜんまんにんのとうこう とくホウおうこくツー）と題して放送されていた。
当初の放送時間は毎週日曜 19:00 - 19:54 （日本標準時）。1996年10月27日からは『特命リサーチ200X』とのステブレレス接続のため終了時間を2分延長し19:00 - 19:56となった。いずれの時期も、スポーツ中継や『24時間テレビ 「愛は地球を救う」』の時は休止。

## 概要
ウッチャンナンチャン（内村光良・南原清隆）が編集局長となり、視聴者から投稿された「おもしろ仰天スクープ」を内村班と南原班に分けて報道形式で紹介していた番組。司会は、当初は笑福亭鶴瓶と河野景子が務めていたが、河野は結婚のため降板、1995年6月からリサ・ステッグマイヤーと交代した。開始前の仮タイトルは『特報!スクープ王国』。ナレーションには『マジカル頭脳パワー!!』でも担当していた来宮良子だが、来宮と共に担当していた森功至は本番組には出演していないため、森と同じ1940年代生まれの声優でもある若本規夫と青森伸が務めている。
投稿された特ダネの現場には、日本テレビや系列局のアナウンサー、フリータレントなどが「特派員」として出向き、現地からのリポートを行っていた。特に「後藤です」の出だしでの登場と低音声でのシリアスなナレーション進行で一世を風靡した後藤俊哉や、異常なハイテンションで登場する藤井恒久が有名になった。セクシー系のスクープには必ず男性特派員が出向き、嬉しそうに取材する姿も定番であった。時にはウンナンや鶴瓶・河野自身が特派員を務めることもあり、鶴瓶がリポートに出向く際には本名の「駿河学」、または老婆に扮して「駿河ツル」の名で登場していた。なお、出向いてネタが明かされる直前、白黒に反転した映像に効果音のついた、特派員が驚く（笑うなど派生バージョンもあり）カット演出がお約束であった。
テーマを発表する際に観客が「え〜!!」と驚いてみせるリアクションと、真相を目の当たりにした特派員のリアクションが定番である。テレビ雑誌で本番組の観客を募集した際も、特典として「『え〜!』と叫べる」と書かれたほどである。放送当時、『マジカル頭脳パワー!!』で、回答者の今田耕司の不可思議な行動に客がブーイングした時、「特ホウ王国じゃねーんだよ!」と本人が言い返したことがある。
前番組の流れで前半は大塚製薬、後半は日立グループがそれぞれ一社提供だった。1973年4月の『日立ドキュメンタリー すばらしい世界旅行』から24年半にわたって続けられていた日本テレビ系列での日立の樹の放送は本番組が最後となり、1997年10月以降はTBS系列の『日立 世界・ふしぎ発見!』で2024年3月まで行われていた。
レギュラー放送の終了後、2001年1月4日（木曜） 19:00 - 20:54 に『投稿!特ホウ王国 2001年大復活スペシャル』が放送された。この時は既に一線を退いていた河野が「河野景子」名義で一回限りの司会復帰を果たし、リサは審査員に回った。

## おしおきエンマ君
初期には、ガセネタや鶴瓶に「くだらない」・「つまらない」などと一蹴されたスクープには「おしおきエンマ君」という人形を投稿者に送り付けた上に、編集局長のギャラから10万円を没収するというルールがあった。このケースは過去に11回あった。うち1回は、UFOキャッチャーが得意のおじさんにオマケとして進呈したため、実際にガセネタで送り付けたのは10回である。

## 内村班・南原班の対決
毎回内村班、南原班それぞれ6 - 7本のスクープを紹介し、それを芸能人審査員5人が一人持ち点10点、計50点満点で審査していた。審査委員長は過去に高島忠夫やジャイアント馬場らが務めていた。また、1994年秋には自分の番組以外に出演しないことを明石家さんまに指摘されたタモリが出演し、審査委員長を務めたこともある。タモリは1989年にレギュラーだった『今夜は最高!』が終了して以来、日本テレビ系の番組に出演する機会は少なく、数少ない出演例となっている。

### 各賞と特典

#### レギュラー放送時
審査員の審査により、毎週ベストスクープ賞を含むベスト5が決定され、入賞したスクープの提供者には下記の賞金が贈られていた。また、そのスクープを紹介した班にもポイントが入っていた。
| 賞               | 賞金   | ポイント数 |
| ---------------- | ------ | ---------- |
| ベストスクープ賞 | 50万円 | 50ポイント |
| 第2位            | 30万円 | 30ポイント |
| 第3位            | 20万円 | 20ポイント |
| 第4位            | 10万円 | 10ポイント |
| 第5位            | 5万円  | 5ポイント  |

- 前述の「おしおきエンマ君」が出たネタを紹介した班については、1個に付きマイナス10ポイントとなる（第2位まで紹介した後に精算する）。
- 発表の方法は第5位 - 第3位を河野（リサ）が、第2位を鶴瓶が、第1位を審査員長（概ね高島忠夫が担当）が口頭で発表する。
  - 第2位までの発表後に『日立の樹』のCMが流されており、「ベストスクープ賞は、この木なんの木の後すぐです」と言っていた。
- 開始から5か月間はベストスクープ賞に30万円、以下15万円・7万円・5万円・3万円（1つの順位が1ネタだと満点が60ポイント）となっており、1994年10月のレギュラー放送から賞金額が増大された（1つの順位が1ネタだと満点が115ポイント）。
- 内村班と南原班は、自分達のスクープが選ばれるごとに与えられたポイントで毎週対決し、ポイントの多かった班がその週の勝者。そして勝負はステージ制となっており、先に10勝を達成するとおしおきエンマ君で没収された累計ギャラがプレゼントされ、次のステージに進む事になる。
- 番組後半では「投稿写真一発スペシャル」という、視聴者から寄せられた面白い写真を大型モニターで紹介するコーナーがあった（企画開始当時のコーナー名は「スクープ番外編」）。しかし、このコーナーで紹介された「電車のドア窓部分に広告がかぶさり、動物の目のように見える」という内容の写真の紹介後、視聴者から「雑誌からのパクリ」という指摘が殺到したため終了した。このコーナーは審査対象には含まれなかった。「UFO不時着」という投稿が「焼きそばUFOの空容器がゴミ捨て場に捨てられているだけ」など本編ではエンマくん相当な投稿も受け付けていた。

### 2時間スペシャル時
2時間スペシャルの際には、賞金ならびにポイントもレギュラー放送時よりアップしていた。
| 賞                 | 賞金    | ポイント数  |
| ------------------ | ------- | ----------- |
| ベストスクープ大賞 | 100万円 | 100ポイント |
| 第2位              | 50万円  | 50ポイント  |
| 第3位              | 30万円  | 30ポイント  |
| 第4位              | 20万円  | 20ポイント  |
| 第5位              | 10万円  | 10ポイント  |

（1つの順位が1ネタだと満点が210ポイントとなった）
- このルールは1994年の年末からだが、1994年の秋のみ各部門の中から一番支持されたスクープに「ベストスクープ大賞」の権利となるスクープとなり、投稿した記者・編集局長に「ニッコリ鶴瓶くん」1体が贈られ、エンディングでは「ニッコリ鶴瓶くん」を獲得したスクープから「ベストスクープ大賞」を1つ選出した。また、対決に勝った方には番組特製のゴールドトロフィーが贈られていた。このゴールドトロフィーを10本貯めると、世界一周旅行が贈られる予定だった。しかし、前期には春・秋・年末の3回行われていたが、後期には春・秋の特番が組まれなかった年もあったため、どちらとも達成できなかった。
- 内村・南原両編集局発のネタが上位5位に入ってた場合、最初は両編集局にその得点の半分が加算したが、2回目は両編集局にそれぞれ該当のポイントが加算した。
- また、レギュラー時・番組末期には、50点満点でベストスクープ賞に選ばれると賞金がさらに200万円に増えることもあった。その時のポイントも200ポイントになる。

## シリーズ化されたスクープ
同じ人物が登場するスクープなどはシリーズ化され、毎週のように行われていたものもある。
謎の男 栗間太澄の新たなる挑戦シリーズ（全22回）
謎の郵便局員「栗間太澄」が、自身の持つ「手力」（てぢから）を駆使して奇想天外なマジックのような現象を起こすというもの。
名前から実はMr.マリックではないかと多くの視聴者から問われたが、本人は否定し続けていた。最終回にはついにMr.マリックと対決するということになるも、その際に手違いで栗間太澄とMr.マリックが同一人物であることが発覚した。初登場から最終回までほぼ毎週登場し続け、2001年のスペシャルでも復活を果たした。マリックは栗間太澄名義で本も出版している。
伊東万寿男の無謀な挑戦シリーズ（全14回）
様々な無謀極まりない挑戦を繰り返す無職の男「伊東万寿男」があらゆる事にチャレンジするシリーズ。たらいに乗ってスキージャンプの台から飛んだり、風船で空を飛ぶといった挑戦を繰り返していた。
この男の正体はエスパー伊東で、伊東万寿男とは彼の本名であるが、栗間太澄と同様に正体はバレていながらもエスパー伊東であることを否定していた。ただし、栗間とは異なり、最後まで正体は明かされなかった。初登場から最終回までほぼ毎週登場し続け、2001年のスペシャルでも復活を果たした。
仙人シリーズ
平成の仙人こと隼源史が武術の神業を披露するシリーズ。ヌンチャクを自由自在に操ったり、極寒の中、川でイワナを捕まえるなどの大技を見せた。ちなみに隼は元格闘家である。2001年のスペシャルでは、6年の歳月で習得した新技を披露した。
○○を楽器にする人シリーズ
特ホウ王国には様々な物を楽器にする人々も多く登場した。ストローや木炭や急須、果てはオナラを楽器にする男まで登場した。一度スペシャルで、南原・内村両編集局合同でそれぞれの楽器を使った合奏を行ったこともある。ちなみにその時の曲目は「We Are The World」だった。
絶対に見てはいけない花火
とある花火工場から上がる花火のシリーズ。ひらがなの文字を浮き上がらせる技術なのだが、その中には毎回ある単語が含まれていた。2001年のスペシャルでも登場し、今度は漢字表記を実現していたが、この回においてもおなじみの単語が含まれていた。

### お色気シリーズ
まだ放送コードが緩かったが故に中期からはゴールデンタイムでありながらアダルトな投稿が目立った。なお、言葉だけアダルトな連想をさせるタイトルもあり、鶴瓶が「まだ夜の７時やで」とツッコミを入れたこともある。
- OLの胸にぶら下がる猫 - タイトルのとおり女性のおっぱいに吸い付く猫がいる、というもの。
- 日本一薄着の女性 - ボディペイントでTシャツを着ているかのように見せかけ裸で外を歩く女性。
- 日本一バストの大きな○○ - Iカップを持つ中学生やJカップの高校生やLカップの看護婦やQカップのOL、Xカップのアメリカ人モデル（パンドラ・ピークスという女性）の投稿。「日本一バストの大きな看護婦」は早乙女アリサという女性で週刊誌FRIDAYや各メディアにも登場したことがある。母親も巨乳であり元々巨乳遺伝だという。「日本一バストの大きなOL」はセクシー女優の森川まり子である。
- 日本一大胆な水着を着て泳ぐ美女 - スリングショットと呼ばれる露出が高い水着を着て泳ぐ女性に密着。バックスタイルがただの紐であり、今でも認知度の高い投稿である。年末スペシャルではフロントもバックも紐だけで構築されたただ露出したいだけの水着を着た女性が登場した。この投稿ネタに出演した女性は工藤翔子と中井淳子というセクシー女優であり、このタイプの水着は当時アメリカのフロリダで流行っていた水着でありそれをオマージュした投稿ネタと思われる[3]。この「日本一大胆な水着で泳ぐ美女」の派生ネタとして「針金を着て泳ぐ美女」や自分の長い髪の毛をそのまま水着に見立てた女性もいた。また、「天使の羽根」（肩甲骨をせり出す一発芸に近い技で、見せるために撮影時に裸になる必要がある）の投稿が集まっていた時期、ネタの性質上成長期の男児からの投稿ばかりだったため、「女子も募集してます」と告知がされたが、放送はなかった。

## 出演者

### 司会
- 笑福亭鶴瓶
- 河野景子（番組開始から1995年5月まで出演。結婚のため番組を卒業）
- リサ・ステッグマイヤー（河野の後任として1995年6月から出演）

### 編集局長
- ウッチャンナンチャン（氏名にふりがなが振られていた）
  - 内村光良（内村編集局）
  - 南原清隆（南原編集局）

## 芸能人審査員
- 高島忠夫 - 主に審査員長
- ジャイアント馬場
- 加藤紀子
- 林マヤ
- 志茂田景樹
- 風見しんご
- あべ静江
- 小林亜星
- 宝田明
- 山咲千里
- 森脇健児
- 島崎和歌子
- 山瀬まみ
- 水前寺清子
- 坂上忍
- 渡辺正行[注 4]
- 安達祐実・京本政樹
- 大島渚
- 遠藤久美子

## 特派員
- 日本テレビ及び系列各局のアナウンサー（放送当時）
  - 登場回数が比較的多かったアナウンサー：後藤俊哉、藤井恒久、鈴木君枝、羽鳥慎一、松本志のぶ、野口敦史、角田久美子
  - 若手のみならず、回によっては石川牧子、芦沢俊美、松永二三男らベテランアナウンサーも出演した。
- 田口珠美
- 橋本志穂
- 安井万美子
- 関戸めぐみ
- 中谷久美子
- 渡部美帆
- 大西二郎
- わくいえりこ（涌井えり子、元ミヤギテレビ）

## スタッフ
最終回放送時
- 企画・演出：五味一男
- 構成：豊村剛/伊東雅司、そーたに、田中直人
- ナレーター：来宮良子、青森伸、若本規夫
- TP：佐々木伸郎
- SW：鈴木康介（以前はカメラ）
- カメラ：江村多加司
- 音声：小川洋文
- 照明：関仁
- 調整：高橋広樹
- 音効：村田好次・室加徳彦（佳夢音）
- 編集・MA：IMAGICA
- アートプロデューサー：山浦俊夫（以前は美術制作）
- デザイン：久保玲子
- 美術協力：日本テレビアート
- 装置：才原裕二、和田修吾
- 電飾：秋葉和幸
- 装飾：村山和彦
- 衣裳：樋口唱平
- 持道具：波多野弘明
- 広報：高橋修之
- TK：西岡八生子
- 調査：稲葉潔
- リサーチ：HIT、TALON、アクティブ・ワン・クラブ
- 特別協力：松竹芸能、マセキ芸能社、オスカープロモーション
- 制作協力[注 5]：ハウフルス、日企、NCV、オン・エアー
- ロケディレクター：本田啓一、畑中祐介、大武智治、福田浩一（福田→以前は制作進行）、木曽守、鈴木雅人、宇津浩二、横山昌子、長瀬久司、丑山彰、山口晃弘
- CO・プロデューサー：竹田幸市、山上恵子、神尾育代（竹田～神尾→以前は制作進行→ロケプロデューサー）
- 総合コーディネート：斎藤寿
- 制作デスク：大黒紫
- ディレクター：福地聡、米川昭吾、鈴木豊人、安藤正臣、松山和久、福士睦（米川・福士→以前はロケディレクター）、佐藤浩仁
- プロデューサー：佐野讓顯、梅原幹/村松宏（ハウフルス）、竹村薫（日企）、和田隆（NCV、演出の回あり）、奥原篤（オン・エアー）
- チーフプロデューサー：吉岡正敏
- 制作著作：日本テレビ

### 2001年大復活スペシャルのスタッフ
- 企画・総合演出：五味一男
- 構成：豊村剛/伊東雅司、長谷川大雲、川上トリオ
- ナレーター：来宮良子、青森伸、若本規夫、小林清志
- TM：秋山真
- SW：村松明
- カメラ：山田祐一
- 音声：大島康彦
- 照明：渡辺一成
- 調整：江頭恭二
- 音効：村田好次・室加徳彦（佳夢音）
- 編集・MA：IMAGICA
- アートプロデューサー：小野寺一幸
- デザイン：久保玲子
- 美術協力：日本テレビアート
- 装置：森慎一、下吉克明
- 電飾：秋葉和幸
- 装飾・持道具：大原理恵
- 衣裳：寺内佳徳
- 広報：小串理江
- TK：西岡八生子
- リサーチ：HIT、フォーミュレーション、メディア・ヴィザード、オンリーユー、ザ・ニュース
- 協力：マセキ芸能社、DENNER、トップコート
- 制作協力：ハウフルス、日企、NCV、創輝
- ディレクター：福士睦、森實陽三、林田竜一、宇津浩二、米澤敏克、杉本憲隆、山口晃弘、福田浩一、滝田朋之、石塚宏充、藤嶋祥行、長瀬久司、笠原保志、真木健一郎、渡辺孝志、堀江昭子、安達敏春、牛込剛、田頭悟
- アシスタントディレクター：島袋みさと、松田菜生
- アシスタントプロデューサー：大武智治、竹田幸市、小森節子、石川京子、中田真紀、酒井正義
- 総合コーディネート：斎藤寿
- 制作デスク：大黒紫
- 演出：安藤正臣、佐藤浩仁（ハウフルス）、松山和久（日企）
- プロデューサー：福地聡 / 村松宏（ハウフルス）、竹村薫（日企）、神尾育代（NCV）、和田隆（創輝）
- チーフプロデューサー：佐野讓顯
- 制作著作：日本テレビ

### 過去のスタッフ
- 構成：小山薫堂、池田一之
- ナレーター：バッキー木場（後期のベストスクープ大賞スペシャルのみ）
- SW：遠藤裕二、市村晃一郎
- カメラ：新開宏（以前はSW）、神崎正斗、小宮佑一、工藤恂二(児)、秋山真、福原啓祐
- 音声：斎(斉)藤勝彦
- 照明：渡辺一成、川島弘
- 調整：栗田文恵、藤原慶太、中鉢加奈子、盛岡智昭、貫井克次郎、古川誠一
- 編集・MA：映像通信
- 美術制作：有尾達郎
- 装置：海老沼浩二
- 持道具：榎郁子
- 電飾：奥山明秀
- 広報：辻澄子
- リサーチ：ライターズ・オフィス
- 特別協力：TOP COAT
- 制作進行：太田優子、山中いづみ
- ロケディレクター：藤嶋祥行、長瀬久司、米沢敏克、田頭悟、森實陽三、石塚宏充、岡村光洋、杉本憲隆、竹内尊実、黒田計彦、小野靖、笠原保志、小島俊一、伊坪弘、渡辺孝志、若目田光弘、本間千映子、滝田朋之、澤地康弘、瓜生健、日野山勇人、堀口良則（読売テレビ）
- ディレクター：李闘士男
- プロデューサー：新国誠（ハウフルス）
- チーフプロデューサー：渡辺弘

## 主題歌・挿入曲

### 主題歌
- エンディングテーマ「この星のどこかで」（歌:バナナギャングス）

### 挿入曲
- 「Slave (Album Version)」Revenge　提供クレジット（主にスポンサーの前半後半切り換え時）で使用される。
- 「Rock That!」Earth, Wind & Fire　提供クレジットやアイキャッチで使用される。

- 「G・N・P」村田陽一　VTRの終わりに効果音的に使われる。

## ネット局
系列はネット終了時のもの。
| 放送対象地域   | 放送局             | 系列                                         | 備考              |
| -------------- | ------------------ | -------------------------------------------- | ----------------- |
| 関東広域圏     | 日本テレビ         | 日本テレビ系列                               | 制作局            |
| 北海道         | 札幌テレビ         | 日本テレビ系列                               |                   |
| 青森県         | 青森放送           | 日本テレビ系列                               |                   |
| 岩手県         | テレビ岩手         | 日本テレビ系列                               |                   |
| 宮城県         | ミヤギテレビ       | 日本テレビ系列                               |                   |
| 秋田県         | 秋田放送           | 日本テレビ系列                               |                   |
| 山形県         | 山形放送           | 日本テレビ系列                               |                   |
| 福島県         | 福島中央テレビ     | 日本テレビ系列                               |                   |
| 山梨県         | 山梨放送           | 日本テレビ系列                               |                   |
| 新潟県         | テレビ新潟         | 日本テレビ系列                               |                   |
| 長野県         | テレビ信州         | 日本テレビ系列                               |                   |
| 静岡県         | 静岡第一テレビ     | 日本テレビ系列                               |                   |
| 富山県         | 北日本放送         | 日本テレビ系列                               |                   |
| 石川県         | テレビ金沢         | 日本テレビ系列                               |                   |
| 福井県         | 福井放送           | 日本テレビ系列 テレビ朝日系列                |                   |
| 中京広域圏     | 中京テレビ         | 日本テレビ系列                               |                   |
| 近畿広域圏     | よみうりテレビ     | 日本テレビ系列                               |                   |
| 鳥取県・島根県 | 日本海テレビ       | 日本テレビ系列                               |                   |
| 広島県         | 広島テレビ         | 日本テレビ系列                               |                   |
| 山口県         | 山口放送           | 日本テレビ系列                               |                   |
| 徳島県         | 四国放送           | 日本テレビ系列                               |                   |
| 香川県・岡山県 | 西日本放送         | 日本テレビ系列                               |                   |
| 愛媛県         | 南海放送           | 日本テレビ系列                               |                   |
| 高知県         | 高知放送           | 日本テレビ系列                               |                   |
| 福岡県         | 福岡放送           | 日本テレビ系列                               |                   |
| 長崎県         | 長崎国際テレビ     | 日本テレビ系列                               |                   |
| 熊本県         | くまもと県民テレビ | 日本テレビ系列                               |                   |
| 大分県         | テレビ大分         | 日本テレビ系列 フジテレビ系列                |                   |
| 宮崎県         | テレビ宮崎         | フジテレビ系列 日本テレビ系列 テレビ朝日系列 | [ 注 6 ] [ 注 7 ] |
| 鹿児島県       | 鹿児島読売テレビ   | 日本テレビ系列                               | [ 注 8 ]          |
| 沖縄県         | 沖縄テレビ         | フジテレビ系列                               | [ 注 9 ]          |